# Soutice
Soutice (en allemand : Soutitz) est une commune du district de Benešov, dans la région de Bohême-Centrale, en République tchèque. Sa population s'élevait à 246 habitants en 2020.

## Géographie
Soutice se trouve à 5 km à l'est-sud-est de Zruč nad Sázavou, à 28 km à l'est-sud-est de Benešov et à 59 km au sud-est de Prague.
La commune est limitée par Chabeřice au nord, par Zruč nad Sázavou et Hulice à l'est, et par Trhový Štěpánov au sud et à l'ouest.

## Histoire
La première mention écrite de la localité date de 1295.